# Milan Černoušek
Milan Černoušek (* 25. srpna 1957, Přerov) je bývalý český volejbalista, který reprezentoval Československo. S jeho reprezentací získal stříbrnou medaili na mistrovství Evropy v roce 1985. Má též bronz ze Světového poháru v roce 1985. Hrál také na dvou světových šampionátech (1982 – 9. místo, 1986 – 8. místo) a třech dalších evropských (1981 – 4. místo, 1983 – 6. místo, 1987 – 6. místo). Za národní tým nastupoval v letech 1981–1989. Hrál za kluby VŠ Praha, RH Praha, Fortunu Bonn, VGF Marktredwitz, Sportunion Enns a SV Schwaig. S RH Praha se stal dvakrát mistrem Československa (1982, 1984, 1985, 1986) a dvakrát s ním hrál finále Poháru mistrů evropských zemí (v obou případech konečné 4. místo). Od roku 1992 žije trvale v německém Marktredwitzu. Měl přezdívku Bubák.